# أحمد بن علي بن عبد الله آل خليفة
أحمد بن علي بن عبد الله آل خليفة رجل أعمال بحريني. يشغل منصب رئيس مجلس إدارة نادي المحرق الذي يقع مقره في عراد ورئيس مجلس إدارة شركة زين البحرين وشركة العرين القابضة.

## السيرة الذاتية
ولد أحمد في مدينة المحرق وساهم في العمل التجاري في البحرين من خلال ترؤسه مجالس إدارة شركات ساهمت في دعم الاقتصاد البحريني واعتمدت العنصر البشري البحريني منها شركة زين البحرين ومنتجع العرين الصحراوي وشركة العرين القابضة وله الكثير من المساهمات الأخرى في القطاع الاقتصادي. يعتبر العمل في القطاع الرياضي على رأس اهتماماته.
تولى منصب نائب رئيس مجلس إدارة نادي المحرق من 1978 إلى 1989 ثم رئيسا له من أبريل 1994 ولغاية الآن وقد حقق النادي تحت رئاسته الكثير من الإنجازات في مختلف الألعاب الرياضية. كما أقام الكثير من الأنشطة الوطنية والاجتماعية كتنظيم المهرجان الأول في 17 أبريل 1996 لتكريم الرواد والمبدعين من رجالات وسيدات المحرق تحت رعاية رئيس وزراء البحرين والمهرجان الثاني لتكريم الرواد والمبدعين في 26 أبريل 2000 والذي جاء تواصلا لنجاح الحفل الأول.